# De vredessteen
De vredessteen is het vijftiende verhaal uit de reeks Dag en Heidi.  Het werd in 1981 uitgegeven door de Standaard Uitgeverij als vierde album uit een reeks van zestien. 

## Personages
- Dag
- Heidi
- Tante Karin
- Keizer Ravi
- Vrouw Siva
- Nalini
- Semira
- Prinses Sikri
- Kham
- Tehri
- Sabi
- Gita
- Prins Kim

## Verhaal
Het verhaal begint bij Dag en Heidi die een hond redden van een jongen die steentjes naar hem gooide omdat de hond vlees wilde stelen uit de winkel waar hij werkt. De kinderen nemen de hond mee naar huis, waar hun pleegmoeder tante Karin zich over het dier ontfermt. 's Avonds sluipt de hond naar buiten. Dag die vermoedt dat het dier zijn meester heeft geroken, volgt hem. De hond, die Trots blijkt te heten, brengt hem bij een oude man van Indische afkomst. De oude man dankt Dag en vertelt zijn verhaal. Hij is een keizer, Ravi de Rechtvaardige, die werd ontvoerd en voor dood achtergelaten. Maar omdat een edelsteen met magische krachten uit het paleis is gestolen, vreest hij voor de vrede in het land en dat zijn zoon prins Kim niet zal opgewassen zijn tegen boze machten die het land kunnen bedreigen. Hij vraagt Dag om hem te beloven te helpen de steen terug te vinden. Dag belooft het en gaat nadien hulp zoeken om de stervende man te helpen. Als hij echter met hulp terugkeert, blijkt de man en zijn hond overleden.
De volgende dag vertelt Dag het hele verhaal aan zijn zusje. Als ze na een lange wandeling terug thuis komen, vallen ze vermoeid in slaap bij het haardvuur. Als ze na enkele uren wakekr worden zien ze daar plots keizer Ravi en Trots zitten. Hij herinnert Dag aan zijn belofte. Heidi dringt er op aan om mee te gaan, dat ze haar broer nooit in de steek wil laten. Ravi is haar hier dankbaar voor. Hij geeft de kinderen de hand waarna ze op een magische manier door tijd en ruimte reizen en in het land van Ravi terechtkomen. Omdat Ravi een geest is kan hij de kinderen niet verder helpen en verdwijnt. Nu wacht de kinderen de moeilijke taak om te weten te komen waar de vredessteen zich bevindt en wie ze kunnen vertrouwen bij hun zoektocht.
De eerste die hulpvaardig is, is vrouw Siva. Deze oude vrouw blijkt echter een tegenstander van de keizer en het zal achteraf blijken dat zij de dood van Ravi op haar geweten heeft. Haar plan om de kinderen uit de weg te ruimen mislukt. De kinderen vinden het jonge meisje Nalini die wel goed van hart is. Nalini brengt hen naar haar moeder Semira, een vertrouweling van de keizer. Zij vertelt hen dat de troonopvolger prins Kim is ontvoerd. Ze beramen een plan om de ontvoerders onder druk te zetten en hopen op die manier zowel de prins als de vredessteen terug te krijgen. Ze gaan er immers van uit dat de ontvoerders ook de steen hebben ontvreemd.
Heidi wordt naar het paleis gebracht door Semira, haar huid donker gemaakt, als een verpleegstertje voor de ziekte prinses Sikri, het jongere zusje van Kim. Heidi vertelt de prinses het hele verhaal. Sikri is echter zo opgewonden dat ze prompt alles aan haar oom Kham vertelt. Heidi twijfelt of Kham wel te vertrouwen is. Ze denkt dat Kham zelf achter de ontvoering van zijn neefje zou kunnen zitten en aan de macht wil komen. Heidi ontsnapt ongemerkt uit het kasteel om Semira te waarschuwen. Ze vindt er echter enkel Nalini aan wie ze de hele gebeurtenissen en vermoedens vertelt. Semira was weg met Dag om de jongen te vermommen als prins Kim. De bedoeling is om hem te tonen aan het volk, waardoor de ontvoerders zullen moeten bewijzen dat zij de echte prins hebben.
Dit blijkt achteraf niet nodig. Kham blijkt zijn neefje na de verdwijning van de vredessteen immers uit voorzorg op een geheime schuilplaats te hebben ondergebracht, vrezend dat vrouw Siva en haar volgelingen hem anders uit de weg zouden proberen te ruimen. Heidi en Nalini vinden de vredessteen in het nest van een ekster, die de dief van het object blijkt te zijn. Op die manier komt alles goed. Vrouw Siva wordt gevangen genomen voor de aanslag op keizer Ravi. De mensen die ze in slavernij hield worden bevrijd. Dag en Heidi staan in het middelpunt van de festiviteiten die volgen. Op een avond keert de geest van Ravi weer en brengt de kinderen weer naar huis op dezelfde manier als ze in zijn land waren gekomen. Dag en Heidi ontwaken bij het haardvuur. Ze vragen zich af of ze het allemaal hebben gedroomd of het allemaal echt is gebeurd. Als oom Sven dat vreemde verhaal vertelt over een vredessteen dat hij heeft opgevangen in het dorp, weten de kinderen genoeg.